# Капо д'Арко (Ливорно)
Капо д'Арко је насеље у Италији у округу Ливорно, региону Тоскана.
Према процени из 2011. у насељу је живело 7 становника. Насеље се налази на надморској висини од 39 м.